# Roman Kaszyński
Roman Czesław Kaszyński (zm. 20 sierpnia 2018) – polski elektrotechnik, dr hab. inż.

## Życiorys
W 2003 r. uzyskał stopień doktora habilitowanego. Pracował na stanowisku profesora nadzwyczajnego i kierownika w Katedrze Inżynierii Systemów, Sygnałów i Elektroniki na Wydziale Elektrycznym Zachodniopomorskiego Uniwersytetu Technologicznego w Szczecinie.
Był członkiem Komitetu Metrologii i Aparatury Naukowej PAN.